# Медон Бериша
Медон Бериша (алб. Medon Berisha; Минзинген, 21. октобар 2003) албански је фудбалер који тренутно наступа за Лече. Игра на позицији везног играча.